# Jacqueline Ross
Jacqueline Ross (* 26. September 1969) ist eine ehemalige vincentische Weitspringerin.
Ross war 1988 in Seoul bei der ersten Teilnahme ihres Landes an Olympischen Spielen als einzige Frau im Kader. In der Qualifikationsrunde des Weitsprungwettbewerbs sprang sie 5,50 Meter und belegte am Ende den 26. Platz.